# Октябрський район (Курська область)
Октябрський район — адміністративно-територіальна одиниця і муніципальне утворення в центрі Курської області Росії. Адміністративний центр — селище Пряміцино.

## Географія
Річки: Рогізна.

## Люди
В районі народилися:
- Волгін Іван Тимофійович (1923–1990) — Герой Радянського Союзу (село Нижнєгуторово).